# Karolina Deliautaitė
Karolina Deliautaitė (* 9. August 1995 in Kretinga) ist eine litauische Sprinterin.
Nach dem Abitur am Pranciškonų-Gymnasium in Kretinga (Niederlitauen) absolvierte sie das Bachelorstudium der Sportpädagogik an der Sportuniversität Litauens in der zweitgrößten litauischen Stadt Kaunas. Nach dem Studium arbeitet sie als Spezialistin an der Sportuniversität. 

## Sportliche Laufbahn
Erste internationale Erfahrungen sammelte Karolina Deliautaitė im Jahr 2015, als sie bei der Sommer-Universiade in Gwangju im 100-Meter-Lauf bis in das Halbfinale gelangte und dort mit 11,99 s ausschied. Zudem trat sie auch mit der litauischen 4-mal-100-Meter-Staffel an, konnte ihr Rennen im Vorlauf aber nicht beenden. 2017 erreichte sie bei den U23-Europameisterschaften in Bydgoszcz über 100 Meter das Halbfinale und schied dort mit 11,67 s aus. Im Jahr darauf qualifizierte sie sich für die Europameisterschaften in Berlin, scheiterte dort aber mit 11,75 s in der ersten Runde. 2019 nahm sie erneut an den Studentenweltspielen in Neapel teil, schied diesmal aber mit 11,87 s in der ersten Runde aus.
In den Jahren zwischen 2016 und 2020 wurde Deliautaitė jedes Jahr litauische Meisterin im 100-Meter-Lauf sowie 2019 auch über 200 Meter. Zudem siegte sie 2019 und 2020 auch mit der 4-mal-100-Meter-Staffel. In der Halle siegte sie  2017, 2018 und 2020 im 60-Meter-Lauf.

## Persönliche Bestzeiten
- 100 Meter: 11,54 s (+1,2 m/s), 27. Juli 2018 in Palanga
  - 60 Meter (Halle): 7,46 s, 17. Februar 2017 in Klaipėda
- 200 Meter: 24,31 s (+1,5 m/s), 21. Juli 2017 in Palanga
  - 200 Meter (Halle): 25,40 s, 5. Januar 2016 in Panevėžys